# Cornillon-sur-l'Oule
Cornillon-sur-l'Oule är en kommun i departementet Drôme i regionen Auvergne-Rhône-Alpes i sydöstra Frankrike. Kommunen ligger i kantonen Rémuzat som tillhör arrondissementet Nyons. År 2022 hade Cornillon-sur-l'Oule 75 invånare.

## Befolkningsutveckling
Antalet invånare i kommunen Cornillon-sur-l'Oule
Referens:INSEE